# Maclovio (nome)
Maclovio  è un nome proprio di persona italiano maschile.

## Varianti
- Maschili: Macuto

### Varianti in altre lingue
- Bretone: Mac'h Low[1], Malo[1], Maloù[1]
- Francese: Maclou[1], Maclov[1]
- Gallese: Machleu[2], Machudd[2]
  - Alterati: Mechell[2], Mechyll[2]
- Latino: Maclovius[1], Machutus[1][2], Machutius[2], Macutes[2], Machutes[2]
- Normanno: Mâlo[1]
- Piccardo: Malou[1]
- Scozzese: Mahago[2]

## Origine e diffusione
Riprende il nome di san Maclovio, vescovo: secondo alcune fonti, esso deriva dal bretone Mac'h Low, composto da mac'h ("pegno") e luh ("luce"); tale forma si sarebbe evoluta in Maclou, dalla quale derivano sia l'italiano "Maclovio" (tramite il latino Maclovius) che l'odierna forma bretone, Malo. Secondo altre fonti, invece, Maclou (o Maglou, da cui l'odierno bretone Malo) sarebbe stato in origine un ipocoristico di Maglorix, ossia l'italiano Maglorio.
La variante italiana "Macuto" riprende il latino Machutus, a sua volta derivante da Machu, una variante dell'originale.

## Onomastico
L'onomastico viene festeggiato il 15 novembre, in onore di san Maclovio, vescovo bretone di origine gallese, studente di san Brandano, considerato uno dei sette santi fondatori della Bretagna.